# Marie Magdalene Bull
Marie Magdalene Bull, nata Marie Magdalene Midling (Bergen, 25 ottobre 1827 – Bergen, 17 luglio 1907) è stata un'attrice e fotografa norvegese.

## Biografia
Figlia di Wilhelm Christian, di professione banditore e venditore d'asta, e di Maria Magdalena Herlufsen. Sua madre morì quando lei aveva tre anni, in seguito il padre si sposò altre volte ed ebbe vari fratellastri e sorellastre.
Quando vide un annuncio sul giornale locale, nel luglio 1849, nel quale si annunciava l'apertura del Det Norske Teatret, primo teatro in lingua norvegese, per il quale si cercavano attori e ballerini, decise di presentare la propria domanda che fu accolta. Recitò perciò, quale protagonista, nel ruolo di "Pernilla" nella commedia "Henrich og Pernille" di Ludvig Holberg, messo in scena nel 1850. Le recensioni furono positive se non entusiastiche.
Un anno dopo, il 6 gennaio 1851, sposò Edvard Storm Bull (1814–1907), direttore di musica del teatro e fratello del direttore del teatro stesso, Ole Bull, violinista e compositore, definito il "Paganini del Nord" per il suo virtuosismo. La coppia generò sette figli e Marie lasciò la promettente carriera di attrice, perché sconveniente per una donna sposata, anche se mantenne vivo il suo rapporto col teatro, gestendo alloggi per attori, ed iniziò ad interessarsi alla fotografia. Non sappiamo come e da chi abbia imparato la tecnica. Probabilmente lo studio che aprì venne gestito dapprima dal fotografo tedesco Maximilian Behrends (1839–1903), almeno fino al 1867, quando la gestione passò nelle sue mani e nel 1887 sembra che avesse anche una gastronomia nel seminterrato della sua casa.
Alcune delle fotografie più antiche, realizzate dalla Bull, datate 1855, mostrano l'attore di teatro Johannes Brun, allora molto famoso in Norvegia, mentre recita in una commedia.